# Byarum-Bondstorps församling
Byarum-Bondstorps församling är en församling i Byarums pastorat i Östbo-Västbo kontrakt i Växjö stift. Församlingen ligger i Vaggeryds kommun i Jönköpings län.
Församlingen är moderförsamling i pastoratet, där också Svenarums församling ingår.

## Administrativ historik
Församlingen bildades 2010 genom sammanslagning av Byarums församling och Bondstorps församling.

## Kyrkor

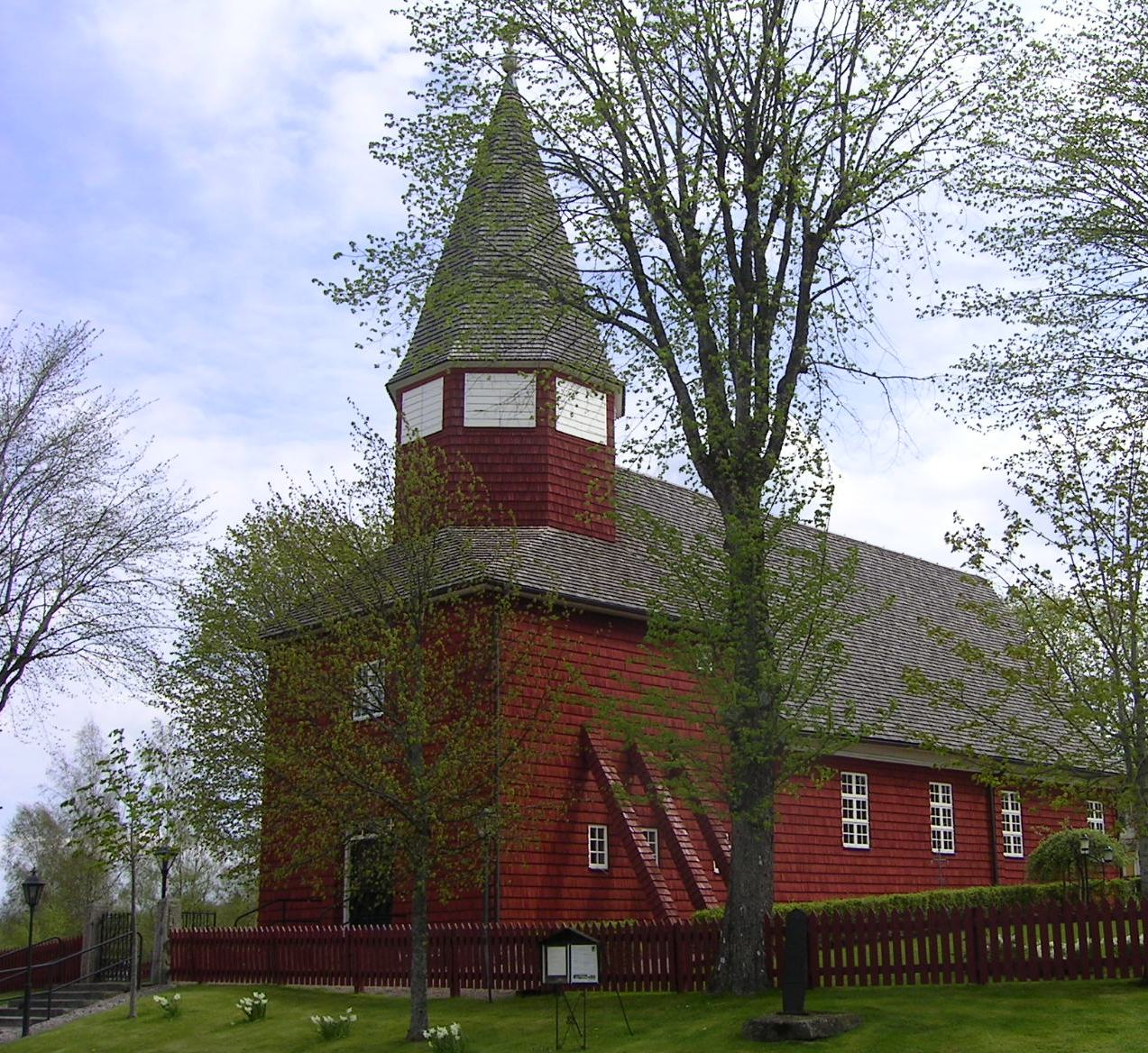
Bondstorps kyrka
- Byarums kyrka
- Vaggeryds kyrka

- Bondstorps kyrka